# O noapte fără somn
O noapte fără somn (în engleză A Night Out) este un film american de comedie din 1915 produs de Jess Robbins și scris și regizat de Charlie Chaplin. În alte roluri interpretează actorii Ben Turpin, Bud Jamison, Edna Purviance și Leo White. Este primul film al lui Charlie Chaplin realizat pentru Essanay Film Company în noile studiouri din Niles Canyon, California.

## Distribuție
- Charles Chaplin - Reveller
- Ben Turpin - Fellow Reveller
- Bud Jamison - Headwaiter
- Edna Purviance - Headwaiter's Wife
- Leo White - 'French' Dandy/Desk clerk
- Fred Goodwins - Old clerk at the hotel